# 2006 en jeu vidéo
 (août 2017).
Si vous disposez d'ouvrages ou d'articles de référence ou si vous connaissez des sites web de qualité traitant du thème abordé ici, merci de compléter l'article en donnant les références utiles à sa vérifiabilité et en les liant à la section « Notes et références ».
Cet article présente les faits marquants de l'année 2006 concernant le jeu vidéo.

## Événements
- 26 janvier - Nintendo dévoile le nouveau design de la Nintendo DS, la DS Lite, qui sort au Japon le 2 mars.
- 23 mars - Fin de production de la PlayStation.
- Fin de production de la Xbox par Microsoft.
- 10, 11 et 12 mai : E3 2006 (Electronic Entertainment Expo). Nintendo y a dévoilé sa nouvelle console de l'époque (la Wii) fonctionnelle à sa phase presque finale.
- 9 juin - une clinique de désintoxication du jeu vidéo ouvre à Amsterdam[1].
- 15 juin - 12 000 Nintendo DS Lite sont volées[2]. Parties de Hong Kong (leur lieu de fabrication), elles étaient destinées au marché européen. La perte est estimée à un peu moins de 2 millions d'euros.
- 23 juin - Sortie de la Nintendo DS Lite en Europe.
- 28 au 30 juin - le premier Interactive and Digital Entertainment Festival (IDEF) a eu lieu au Palais des Festivals à Cannes.
- Sortie de la Wii le 19 novembre en Amérique, le 2 décembre au Japon et le 8 décembre en Europe.
- 14 novembre : Sortie de Rayman contre les lapins crétins, le premier jeu vidéo de la série Les Lapins Crétins.
- Sortie de la PlayStation 3 attendue pour le 11 novembre au Japon et le 17 novembre en Amérique du Nord.
- Sortie du Rumble Pak de la Nintendo DS Lite.

## Principales sorties de jeux

### Japon
| 12 janvier   | Enchanted Arms                            | Xbox 360         |
| 2 février    | Tourist Trophy: The Real Riding Simulator | PlayStation 2    |
| 23 février   | Disgaea 2: Cursed Memories                | PlayStation 2    |
| 16 mars      | Final Fantasy XII                         | PlayStation 2    |
| 20 avril     | Ōkami                                     | PlayStation 2    |
| 20 avril     | Mother 3                                  | Game Boy Advance |
| 12 juillet   | Virtua Fighter 5                          | Arcade           |
| 13 juillet   | Dotstream                                 | Game Boy Advance |
| 28 septembre | Pokémon version Diamant & Perle           | Nintendo DS      |
| 2 août       | WarTech: Senko No Ronde                   | Xbox 360         |
| 2 décembre   | The Legend of Zelda: Twilight Princess    | GameCube         |
| 14 décembre  | Force de Défense Terrestre 2017           | Xbox 360         |

### États-Unis
| 26 février   | Super Princess Peach                   | Nintendo DS                                     |
| 17 mars      | Out Run 2006: Coast 2 Coast            |                                                 |
| 20 mars      | Tetris DS                              | Nintendo DS                                     |
| 20 mars      | The Elder Scrolls IV : Oblivion        | Windows                                         |
| 29 mars      | Top Spin 2                             | Xbox 360                                        |
| 5 mai        | New Super Mario Bros.                  | Nintendo DS                                     |
| 29 août      | Saints Row                             | Xbox 360                                        |
| 25 septembre | Mario vs. Donkey Kong 2                | Nintendo DS                                     |
| 19 octobre   | Contact                                | Nintendo DS                                     |
| 31 octobre   | Final Fantasy XII                      | PlayStation 2                                   |
| 14 novembre  | Rayman contre les lapins crétins       | Wii, PlayStation 2, Windows et Game Boy Advance |
| 16 novembre  | Desperate Housewives : Le Jeu          | Windows                                         |
| 19 novembre  | The Legend of Zelda: Twilight Princess | Wii                                             |

### Europe
| 15 février   | Shadow of the Colossus            | PlayStation 2                                   | France |
| 31 mars      | Animal Crossing: Wild World       | Nintendo DS                                     |        |
| 13 avril     | Dragon Quest VIII                 | PlayStation 2                                   |        |
| 27 avril     | Lost Magic                        | Nintendo DS                                     | France |
| 28 avril     | Mega Man Powered Up               | PSP                                             |        |
| 5 mai        | Metroid Prime Hunters             | Nintendo DS                                     |        |
| 26 mai       | Super Princess Peach              | Nintendo DS                                     |        |
| 26 mai       | Chibi-Robo                        | GameCube                                        | France |
| 1er juin     | Half-Life 2: Episode One          | Windows                                         |        |
| 9 juin       | Programme d'entraînement cérébral | Nintendo DS                                     |        |
| 19 juin      | Ridge Racer 6                     | Xbox 360                                        | France |
| 23 juin      | LocoRoco                          | PSP                                             |        |
| 30 juin      | New Super Mario Bros.             | Nintendo DS                                     |        |
| 12 juillet   | Super Dragon Ball Z               | PlayStation 2                                   | France |
| 7 septembre  | Dead Rising                       | Xbox 360                                        | France |
| 29 septembre | Kingdom Hearts 2                  | PlayStation 2                                   |        |
| 6 octobre    | Archlord                          | Windows                                         |        |
| 10 novembre  | F.E.A.R.                          | Xbox 360                                        | Europe |
| 17 novembre  | Gears of War                      | Xbox 360                                        | Europe |
| 8 décembre   | Rayman contre les lapins crétins  | Wii, PlayStation 2, Windows et Game Boy Advance | Europe |

## Récompenses
- 13 mars : Shigeru Miyamoto, Michel Ancel et Frédérick Raynal se voient remettre l'insigne de Chevalier dans l'Ordre des Arts et des Lettres.